# Districtul Mae Lan
Mae Lan (în thailandeză แม่ลาน) este un district (Amphoe) din provincia Pattani, Thailanda, cu o populație de 14.863 de locuitori și o suprafață de 89,2 km².

## Componență
Districtul este subdivizat în 3 subdistricte (tambon), care sunt subdivizate în 22 de sate (muban).
| Nr. | Nume      | În thailandeză | Sate | Locuitori |  |
| --- | --------- | -------------- | ---- | --------- |  |
| 1.  | Mae Lan   | แม่ลาน          | 8    | 3,682     |  |
| 2.  | Muang Tia | ม่วงเตี้ย         | 9    | 5,436     |  |
| 3.  | Pa Rai    | ป่าไร่           | 10   | 5,745     |  |